# Pitt Bank
Pitt Bank je potpuno potopljena struktura atola na jugozapadu arhipelaga Chagos. Dugo je gotovo 56 km od sjeverozapada prema jugoistoku, a širine je između 20 i 30 km. Proteže se od 06°48'S do 07°16'S i 071°06'E do 071°36'E (07°04′S 71°21′E / 7.067°S 71.350°E). Ukupna veličina je 1317 km, što ga čini drugom najvećom oceanskim bankom u otočju Chagos, nakon Velikog Chagosa, a prije Speakers Banka. Najbliže kopno je Île Lubine atola Egmont, smješteno 22 km sjeveroistočno od sjevernog kraja Pitt Banka. Najmanja dubina je 7 metara na jugoistočnom rubu, a najdublja područja nekadašnje lagune dosežu 44 metra.
Mnogo manji Wight Bank nalazi se 6 km na SE od jugoistočnog vrha Pitt Banka.
Ovaj potopljeni atol dobio je ime po Williamu Pittu Mlađem, koji je bio britanski premijer 1783.-1801. i 1804.-1806.
Na SZ strani obale privezana je plutača označena radarskim reflektorom.

## Vanjske poveznice
- Geokronologija temeljnih stijena s visoravni Mascarene, banke Chagos i grebena Maldiva